# 奧爾弗里斯頓
奧爾弗里斯頓（Alfriston）是英國東薩塞克斯郡威爾登的一個民政教區和村莊，所處地區是卡克米尔河河谷，距離西福德東北6（3.7英里）。2001年人口普查時有769名居民。
在撒克遜時代，該地區被記錄作“Aelfrictun”，意即奧爾弗里克人的鎮。末日審判書上記載為“Elfricesh-tun”。

## 外部連結
- 《末日審判書》上的Alfriston